# Parafia Zesłania Ducha Świętego w Łodzi
Parafia pw. Zesłania Ducha Świętego w Łodzi – parafia rzymskokatolicka znajdująca się w archidiecezji łódzkiej w dekanacie Łódź-Bałuty. Erygowana przez biskupa Michała Klepacza 16 stycznia 1948.
Mieści się przy ulicy Piotrkowskiej. Kościół parafialny wybudowany w latach 1889–1891.